# 伊娃·帕卡莉塔
伊娃·帕卡莉塔（1989年8月24日—）是立陶宛的政治人物，現任立陶宛國會議員。 

## 生平
伊娃·帕卡莉塔於1989年出生於立陶宛希奧利艾，於維爾紐斯大學國際關係與政治科學學院獲學士與碩士學位。
2012年－2015年，帕卡莉塔擔任時任立陶宛國會議員列米吉尤斯·希馬修斯的助理，在2015年－2020年希馬修斯擔任維爾紐斯市長期間也繼續擔任其助理。2019年立陶宛自由黨創立，帕卡莉塔為創黨黨員之一。2020年帕卡莉塔當選為立陶宛國會議員。
2023年1月，帕卡莉塔隨立陶宛國會採訪團訪問臺灣。